# 湯の里知内信号場
湯の里知内信号場（ゆのさとしりうちしんごうじょう）は、北海道（渡島総合振興局）上磯郡知内町字湯ノ里にある北海道旅客鉄道（JR北海道）北海道新幹線・海峡線の信号場である。

## 概要
北海道内の停車場としては最南端に位置する。
1988年（昭和63年）3月13日、青函トンネルにおける北海道側の保守基地の役割を担う新湯の里信号場（しんゆのさとしんごうじょう）として開設されたが、同年2月1日の松前線廃止を受けての地元自治体の請願により、1990年（平成2年）7月1日に知内駅（しりうちえき）となり、旅客駅として開業した。しかし、北海道新幹線の建設工事及び当駅の乗降客数の減少に伴い、2014年（平成26年）3月15日のダイヤ改正をもって旅客扱いを廃止し、知内信号場（しりうちしんごうじょう）となった。
北海道新幹線の事業計画においても、駅ではなく信号場としての利用が計画され、2016年（平成28年）3月26日の北海道新幹線開業に伴い、湯の里知内信号場として整備された。

### 名称について
所在地区名「湯ノ里」と所在町名「知内」より。
新幹線の信号場としての名称は、当初「湯の里信号場」等の仮称となっていたが、2014年（平成26年）6月11日のJR北海道の定例記者会見において、他の仮称で呼ばれていた停車場と併せ正式名称が発表された。

## 歴史
- 1988年（昭和63年）3月13日：北海道旅客鉄道（JR北海道）海峡線（津軽海峡線）開業[3]に伴い、新湯の里信号場として開設[1]。当初の電圧は交流20,000 V・50 Hz、軌道は狭軌（軌間：1,067mm）のみの4線、自動列車保安装置はATC-L型。
- 1990年（平成2年）7月1日：旅客駅に昇格し、知内駅に改称[3][4][1]。
  - 当時は一部の快速「海峡」のみ停車し、特急「はつかり」は通過していた。
- 2002年（平成14年）12月1日：東北新幹線の盛岡駅 - 八戸駅間開業に伴うダイヤ改正で快速「海峡」が廃止され、津軽海峡線の普通列車が消滅したことに伴い、特急「白鳥」・「スーパー白鳥」（「はつかり」から改称）2往復のみの停車となる[報道 8]。
- 2009年（平成21年）：北海道新幹線用のレール組立のための作業所を設置。
- 2014年（平成26年）
  - 3月15日：旅客扱いを廃止し[報道 3][報道 4]、知内信号場となる[報道 5][報道 2]。
    - 廃止後、跨線橋やプラットホームはすべて撤去された[新聞 1]。

  - 6月11日：北海道新幹線開業後の名称を「湯の里知内信号場」とすることが決定[報道 1]。
- 2016年（平成28年）3月26日：北海道新幹線の新青森駅 - 新函館北斗駅間開業に伴い以下のように変更[報道 7]。
  - 湯の里知内信号場に改称[報道 1]。
  - 開業を前に新幹線・在来線の共用区間となる海峡線新中小国信号場 - 木古内駅間[報道 9]を三線軌条（標準軌：1,435mm・狭軌：1,067mm）とし、在来線としての運行を終了した3月21日を最後に架線電圧を交流25,000V・50Hzに昇圧[注釈 3]、自動列車保安装置をDS-ATCに変更。

## 信号場構造
湯の里信号場として開設された当初は本線が2線、副本線が2線の合計4線（全て狭軌）のみで、北海道新幹線の関連工事によって本線2線が三線軌条（標準軌：1,435 mm、狭軌：1,067 mm）となり、副本線が上下それぞれ狭軌2線に増設され、現在は合計6線を有する。副本線は列車の待避のほか、青函トンネルが通行不能になった場合に列車を留置する目的で設置されている。また、前述の工事によって分岐器を雪から守るスノーシェッドが増設された。

### 旅客駅時代

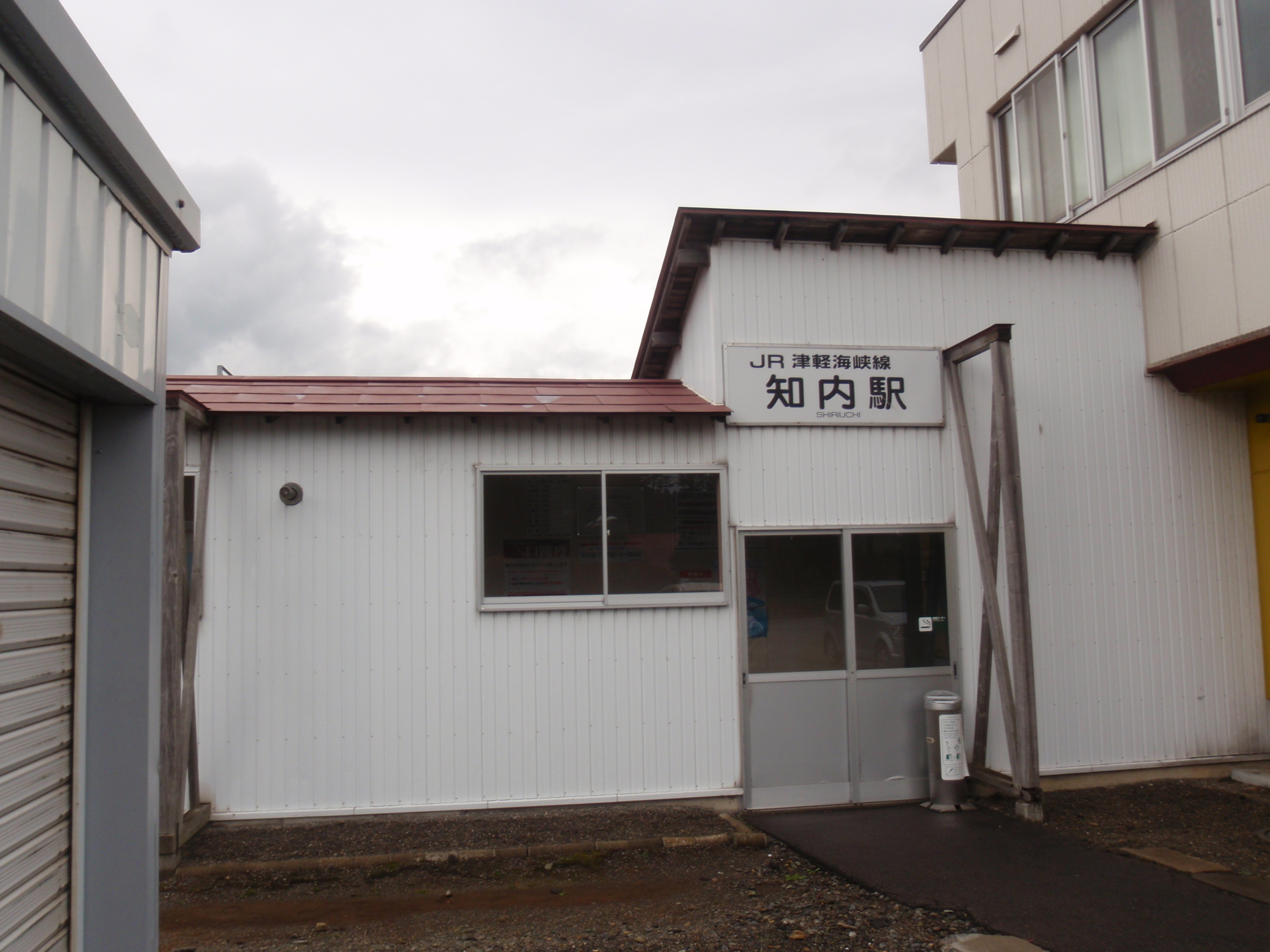
知内駅駅舎（2010年）

木古内駅が管理する無人駅だった。島式ホーム2面4線（すべて狭軌）を有する地上駅で、ホームの副本線側は欄干が設置されていたため、旅客の乗降は本線側でのみ行われていた。ホーム有効長は7両で、快速「海峡」は前部6両のドアのみ客扱い（ドアカット）を行っていた。また、通常は6両編成で運転される特急「白鳥」・「スーパー白鳥」が8両編成に増結されている場合は、最後尾車両のドアを締切扱いとしていた。
2009年（平成21年）には新幹線用に新たに敷設される三線軌用のロングレールを組立てるための作業所が設置されていた。
駅舎は「道の駅しりうち」の物産館と併設され、同施設の営業時間外は左隣に設置された出入口を使用できた。

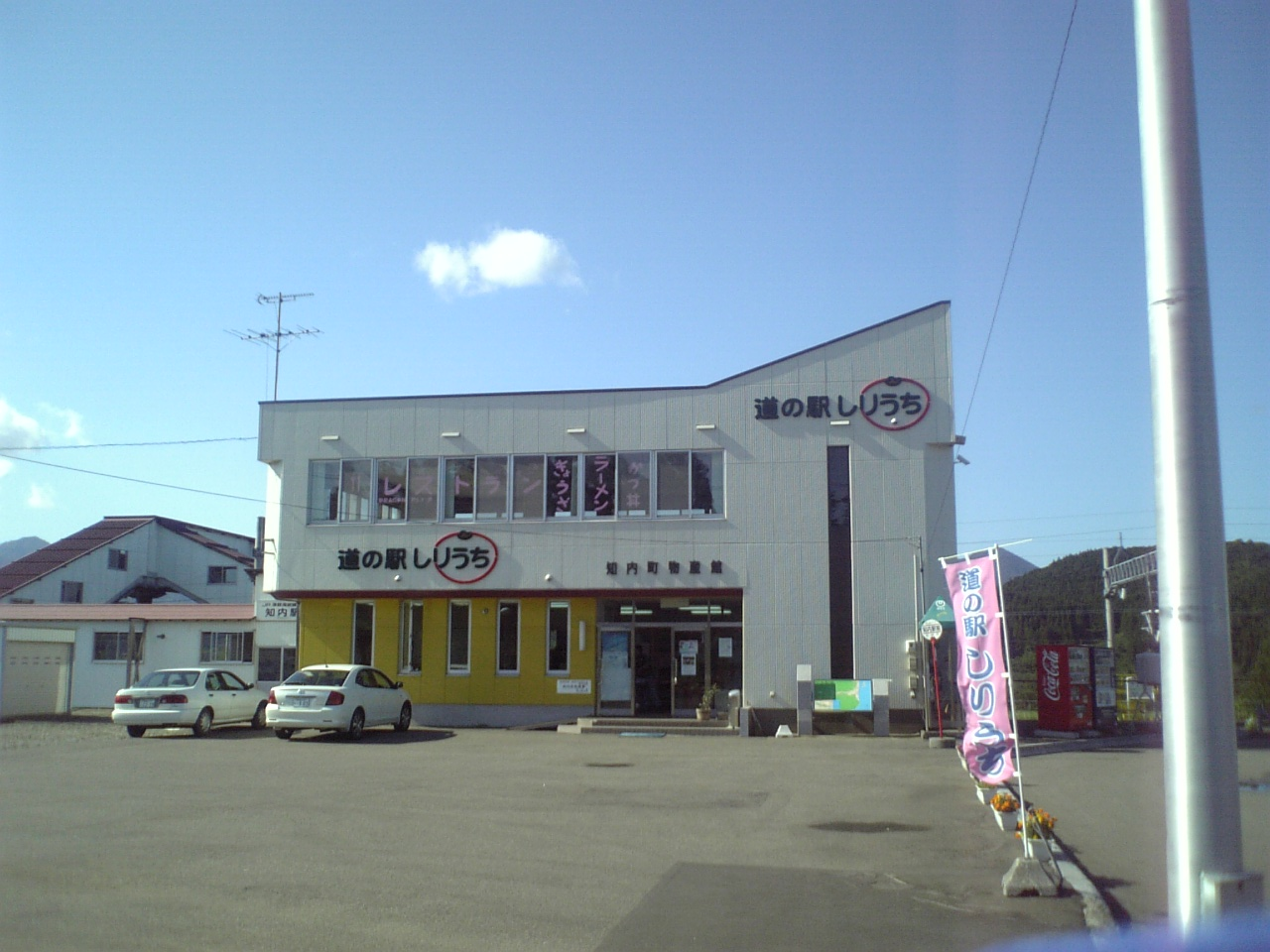
道の駅しりうちと旧知内駅舎
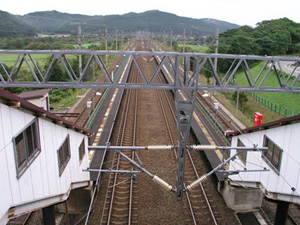
営業当時の構内（跨線橋から木古内方面を見る）
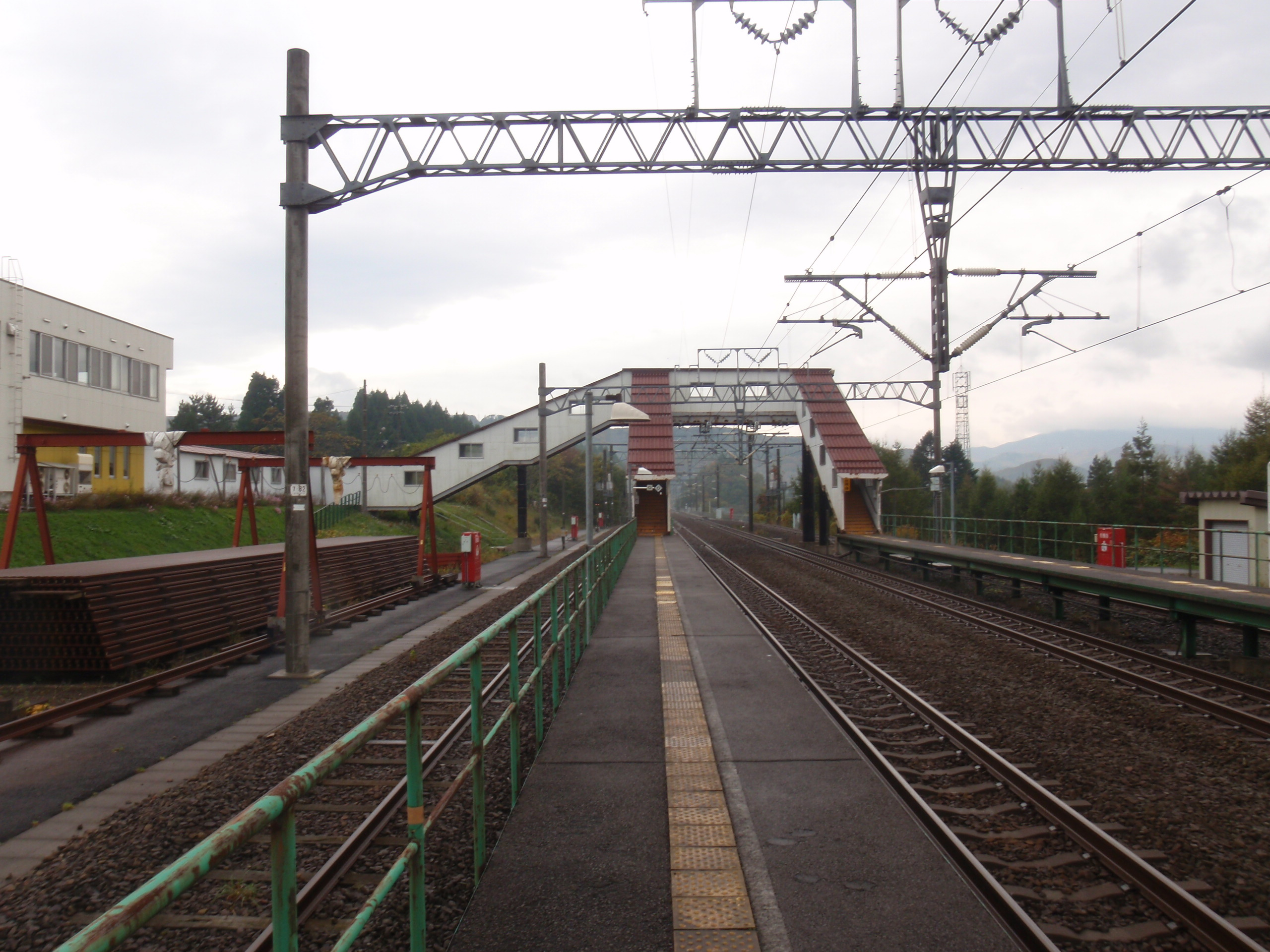
駅構内（2010年）画面奥が中小国方
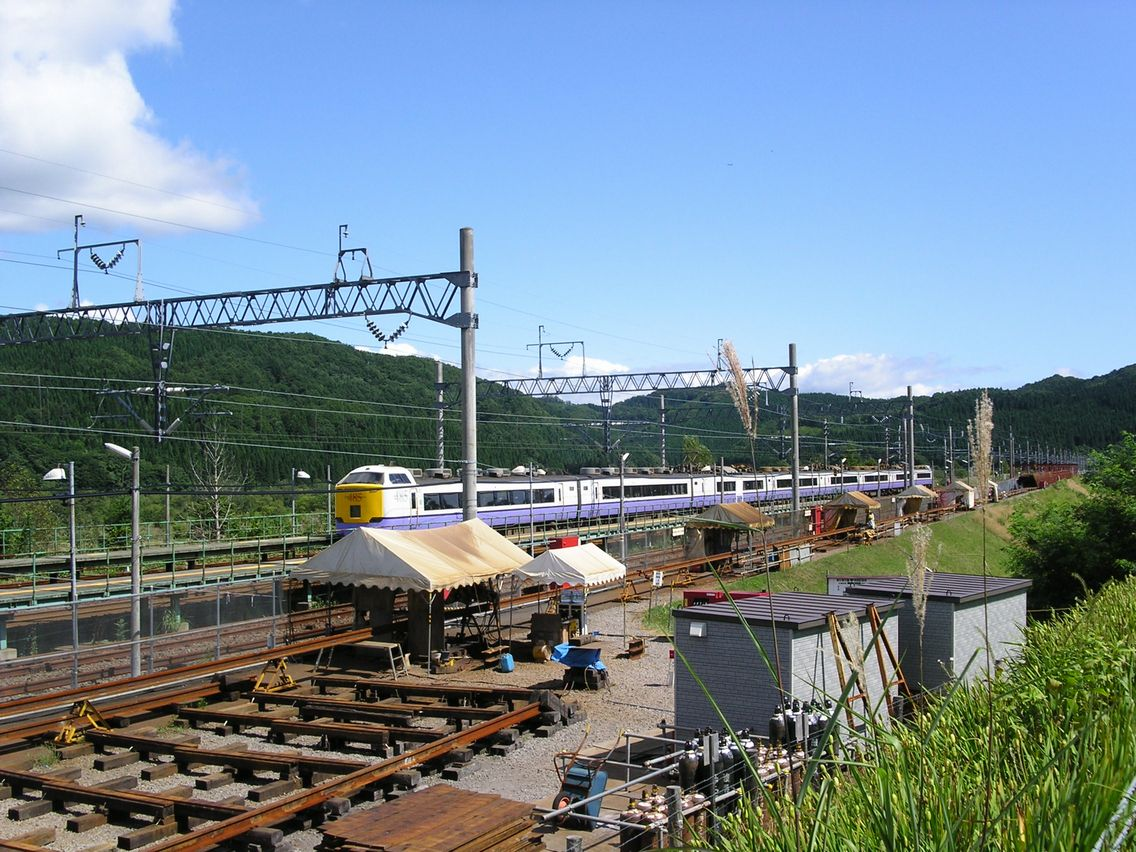
新幹線工事に伴い開設されたロングレール組立作業所。奥の列車は特急「白鳥」（2009年8月撮影）

#### 旅客営業における特記事項
特急料金不要の特例
快速「海峡」が廃止されてから、当駅を含む海峡線の蟹田駅 - 木古内駅間には普通列車が設定されていないため、この区間に含まれる各駅相互間で特急の普通車自由席に乗車する場合には、特急料金が不要となる特例が設けられていた。
かよエールの設定
2011年（平成23年）3月16日から、通学用に限り当駅と函館駅の区間が「かよエール」の設定範囲となっていた。
特別企画乗車券の委託販売
かつて当駅と函館駅の区間に「Sきっぷ」（特急自由席利用の往復乗車券）が設定されていた頃は、併設されている「道の駅しりうち」に同きっぷの販売を委託していた。なお、2009年（平成21年）3月31日をもって同区間のSきっぷの設定がなくなったことから、これ以後は乗車券などの発売委託は行っていなかった。そのため、乗車券などは発売されず、乗車駅証明書発行機が設置されているのみだった。

## 周辺
松前線の駅で当信号場から最も近くに設けられていたのは湯ノ里駅であった。渡島知内駅（知内町中心部に所在）からはやや離れている。
- 道の駅しりうち - 物産館が旧知内駅舎と併設していた。
- 国道228号（松前街道・福山街道[5]）
- 函館バス「しりうち道の駅」バス停（「知内駅前」から改称） - 知内町民センター・木古内駅・函館駅・函館バスセンター方面、福島・松前方面
- 湯ノ里郵便局 
  - なお、同じ町内に「知内駅前簡易郵便局」があるが、これは当信号場（旧・知内駅）付近ではなく、旧渡島知内駅付近に設置されている。

## その他
青函トンネルの供用前より同トンネル活用法の一つとして挙げられているカートレイン構想に関して、知内町は知内駅に発着基地を設置し、新たなまちづくりの核とすべく、行政やJR北海道に対して陳情活動を行っていた。

## 隣の駅
北海道旅客鉄道（JR北海道）
 北海道新幹線（海峡線共用区間）
奥津軽いまべつ駅（海峡線は待避設備のみ）- （竜飛定点） - （吉岡定点） - （湯の里知内信号場） - （木古内分岐部） - 木古内駅